# اوشان (شرکت خرده‌فروشی)

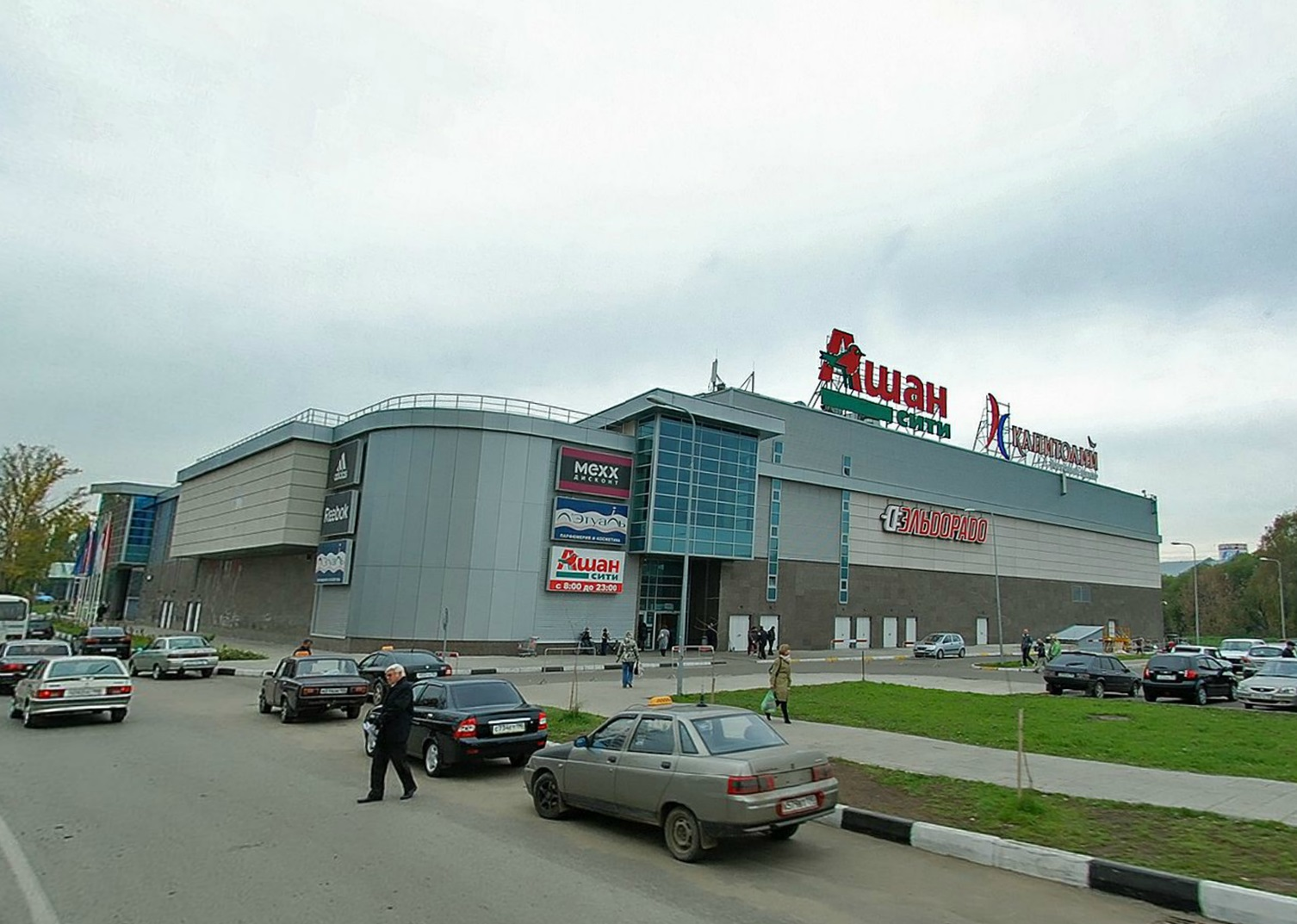
شعبه‌ای از اوشان، در روسیه

اوشان (فرانسوی: Auchan‎) یک شرکت خرده‌فروشی فرانسوی است، که در زمینه مدیریت شبکه‌ای از فروشگاه‌های زنجیره‌ای، سوپرمارکتها، هایپرمارکتها، سوپرسنترها، سوپراستورها و فروشگاه‌های وسایل الکترونیکی فعالیت می‌نماید. 
شرکت اوشان در سال ۱۹۶۱ توسط ژرارد مولیز در شهر روبه راه‌اندازی شد و در حال حاضر مالک شبکه‌ای از ۳٬۰۵۱ شعبه در آسیا، اروپا و خاورمیانه می‌باشد.
دفتر مرکزی این شرکت در شهر کروآ، شمال، فرانسه قرار دارد و اکثریت سهام این شرکت خصوصی در کنترل خانواده مولیز می‌باشد.